# Uzbekistán en los Juegos Olímpicos de Atlanta 1996
Uzbekistán estuvo representado en los Juegos Olímpicos de Atlanta 1996 por un total de 71 deportistas, 63 hombres y 8 mujeres, que compitieron en 12 deportes.
El portador de la bandera en la ceremonia de apertura fue el boxeador Temur Ibragimov.

## Medallistas
El equipo olímpico uzbeko obtuvo las siguientes medallas:
| Nombre           | Deporte | Competición |
| ---------------- | ------- | ----------- |
| Oro              |         |             |
| —                |         |             |
| Plata            |         |             |
| Armen Bagdasarov | Judo    | –86 kg M    |
| Bronce           |         |             |
| Karim Tulaganov  | Boxeo   | 71 kg M     |